# 8.ª Brigada Mixta (Ejército Popular de la República)
La 8.ª Brigada Mixta fue una unidad del Ejército Popular de la República creada durante la Guerra Civil Española. Situada en el frente de Madrid, no tuvo un papel relevante a lo largo de la contienda. La brigada estuvo compuesta por carabineros.

## Historial
La unidad, originalmente denominada Brigada «M», fue creada en el frente de Madrid el 27 de marzo de 1937, sobre la base de los batallones 4.º, 15.º y 16.º del Cuerpo de Carabineros. El mando inicial recayó en el teniente coronel de carabineros Enrique del Castillo Bravo. Un mes después la brigada recibió su numeración definitiva. Sería agregada a la 18.ª División del II Cuerpo de Ejército, división a la que permaneció agregada durante toda la guerra.
En marzo de 1939, durante el golpe de Casado, la 8.ª BM se posicionó a favor de las fuerzas «casadistas» y llegaría a realizar funciones de vigilancia al sur de Madrid. La unidad se autodisolvió el 27 de marzo de 1939, al final de la contienda.

## Mandos
Comandantes
- Teniente coronel de carabineros Enrique del Castillo Bravo;
- Comandante de carabineros Emeterio Jarillo Orgaz;
- Comandante de Carabineros José Casted Sena;

Comisarios
- Demetrio Martín Martínez;

Jefes de Estado Mayor
- mayor Ruiz del Toro;
- capitán de milicias Juan Borrás Garcerán;